# دوون موریس
دوون موریس (انگلیسی: Devon Morris؛ زادهٔ ۲۲ january ۱۹۶۱ (۶۴ سال)) ورزشکار دو و میدانی اهل جامائیکا است.
وی در مسابقات کشوری و بین‌المللی در مجموع برندهٔ ۱ مدال طلا، ۱ مدال نقره، ۱ مدال برنز شده‌است.